# Roger Mostyn (3e baronnet)
Roger Mostyn, 3e baronnet (31 juillet 1673 - 5 mai 1739), de Mostyn Hall, Holywell, Flintshire, est un homme politique gallois conservateur qui siège à la Chambre des communes pendant 25 ans, de 1701 à 1735.

## Jeunesse

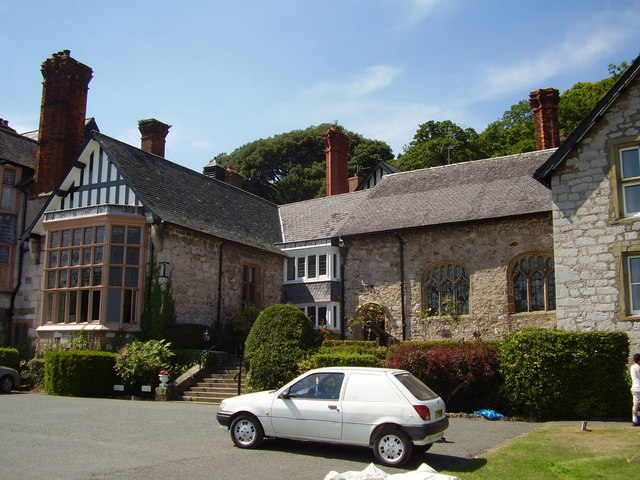
Gloddaeth Hall, Carnarvonshire (maintenant Conwy), siège de la famille Mostyn

Mostyn est né le 31 juillet 1673, dans le Flintshire, au nord du Pays de Galles. Il est le fils aîné de Thomas Mostyn, 2e baronnet, de Mostyn, Flintshire et de son épouse Bridget Savage, fille et héritière de Darcy Savage de Leighton, Cheshire. Il s'inscrit au Jesus College d'Oxford le 10 février 1690, à l'âge de 15 ans. À la mort de son père en 1692, il hérite de sa baronnie et de ses domaines. Bien que les domaines soient vastes et avec de bons revenus, son extravagance et son amour des courses de chevaux l'amènent à des difficultés financières et il a besoin de faire un bon mariage. Il épouse Essex Finch, la fille de Daniel Finch (2e comte de Nottingham) (avec 7 000 £ de dot) le 20 juillet 1703.

## Carrière
Il est nommé shérif du Caernarvonshire pour 1701. Il est conservateur et soutient son beau-père Daniel Finch (2e comte de Nottingham) avant et après son mariage. Lors de la deuxième élection générale de 1701, il se présente à deux sièges. Il est battu dans le Cheshire, mais élu sans opposition pour le Flintshire. En août 1702, il est réélu sans opposition pour Flint et également élu député du Cheshire, qu'il choisit de représenter. Il est nommé constable du château de Flint en 1702. Il vote contre le projet de loi sur la conformité occasionnelle au projet de loi sur l'impôt foncier en 1705, ce qui a pu entraîner la perte de son siège et de sa fonction de connétable. Aux élections générales de 1705, il est battu dans le Cheshire, mais peut se replier sur le siège de Flint Boroughs où il est élu sans opposition. Il est réélu sans opposition pour le Flintshire en 1708 et 1710 et en 1711, il est nommé payeur de la Marine. Il vote contre les articles de commerce en 1713. Aux Élections générales britanniques de 1713, il est réélu dans les arrondissements de Flint. Il est l'un des quatre scrutateurs de l'échiquier du 30 décembre 1714 au 22 juin 1716. Il est également Custos Rotulorum de Flintshire de 1714 à 1717.
Il retrouve son poste de connétable du château de Flint en 1715 et occupe ce poste jusqu'à ce qu'il le transmette à son fils en 1728. Aux Élections générales britanniques de 1715, il est réélu sans opposition pour le Flintshire. Il vote contre le Peerage Bill en 1719. Il est réélu sans opposition pour le Flintshire en 1722 et 1727. En 1727, il est renommé Custos Rotulorum de Flintshire et conserve le poste jusqu'à sa mort en 1739. Il vote contre le régime d'accise de Walpole en 1733, et après s'être opposé au projet de loi septennal, appuie la motion pour son abrogation en 1734. Il prend sa retraite du Parlement aux Élections générales britanniques de 1734. En considération de ses services et des dépenses qu'il a engagées en tant que payeur de la Marine, il reçoit une somme de 300 £ pour huit ans. Il y a également parmi les «Treasury Papers» un mandat dormant en faveur de Mostyn en tant que contrôleur des amendes pour les comtés de Chester, Flint et Carnarvon, daté du 31 juillet 1704 .

## Mort et héritage
Mostyn est décédé le 5 mai 1739, à son siège dans le Caernarfonshire et est enterré à Llanrhos, Caernarvonshire. Par sa femme, décédée de la variole le 23 mai 1721, il a six fils et six filles. Son fils aîné, Thomas Mostyn (4e baronnet), lui succède. À la mort de son petit-fils Thomas en 1831, le titre de baronnet disparait. Trois de ses autres fils ne sont pas mariés: Roger est chanoine de Windsor, Savage Mostyn (en) est vice-amiral de la Royal Navy et John Mostyn est officier dans l'armée britannique et député. Sa fille Essex Mostyn (décédée le 7 décembre 1764) épouse Robert Ker (2e duc de Roxburghe), et a une descendance.